# Capitolo (testo)
Un capitolo è una delle principali divisioni - di lunghezza non standardizzata, ma tendenzialmente omogenea - in cui è articolato un libro. Qualsiasi opera scritta, indipendentemente dall'argomento (narrativa, saggistica), può essere suddivisa in capitoli. Per la poesia si usano termini quali canto, stanza ecc.

## Descrizione
I capitoli possono essere numerati progressivamente o essere semplicemente caratterizzati da una o più parole o da una cifra in numeri romani o arabi, segnalati spesso dalla presenza di un corpo tipografico più grande, da un carattere tipografico diverso o da uno stile (corsivo o grassetto) diverso dal carattere "regolare" usato per il testo scritto della massima parte dei libri stampati.
In certi casi, il capitolo è accompagnato da un sommario, che racchiude una sintesi anticipatrice del contenuto. Qualora si opti per tale scelta, il sommario verrà applicato in ogni capitolo.
Un esempio di sommario assai noto è il testo del capitolo primo del capolavoro di Carlo Collodi, Pinocchio: "Come andò che maestro Ciliegia, falegname, trovò un pezzo di legno, che piangeva e rideva come un bambino.".  
Il segno tipografico "§" è comunemente impiegato per indicare un capitolo, ma anche un paragrafo, che può costituire una sottodivisione del capitolo stesso.